# Rosières-aux-Salines
Rosières-aux-Salines é uma comuna francesa na região administrativa de Grande Leste, no departamento de Meurthe-et-Moselle. Estende-se por uma área de 26,95 km². Em 2010 a comuna tinha 2 884 habitantes (densidade: 107 hab./km²).